# Liste des codes postaux canadiens débutant par H
| Flag of Canada | Codes postaux canadiens |    |    |    |    |    |    |    |    |    |    |    |    |    |    |       |    |
| \| NL \| NS \| PE \| NB \| QC \| QC \| QC \| ON \| ON \| ON \| ON \| ON \| MB \| SK \| AB \| BC \| NU/NT \| YT \| \| A \| B \| C \| E \| G \| H \| J \| K \| L \| M \| N \| P \| R \| S \| T \| V \| X \| Y \| |                         |    |    |    |    |    |    |    |    |    |    |    |    |    |    |       |    |
| NL | NS                      | PE | NB | QC | QC | QC | ON | ON | ON | ON | ON | MB | SK | AB | BC | NU/NT | YT |
| A | B                       | C  | E  | G  | H  | J  | K  | L  | M  | N  | P  | R  | S  | T  | V  | X     | Y  |

## Agglomération de MontréaletLaval- 123RTA
Notes: Il n'y a pas de code postal actuellement commençant par H6. H0M est une assignation de RTA arbitraire, située au-delà de 100 km du centre de Montréal.
| H0A Non assigné                    | H1A Pointe-aux-Trembles            | H2A Saint-Michel Est                  | H3A Centre-ville de Montréal Nord (Université McGill)         | H4A Notre-Dame-de-Grâce Nord-est     | H5A Place Bonaventure   | H7A Duvernay-Est          | H8A Non assigné        | H9A Dollard-Des- Ormeaux Nord-ouest                 |
| H0B Non assigné                    | H1B Montréal-Est                   | H2B Ahuntsic Nord-est                 | H3B Centre-ville de Montréal Est                              | H4B Notre-Dame-de-Grâce Sud-ouest    | H5B Complexe Desjardins | H7B Saint-François        | H8B Non assigné        | H9B Dollard-Des- Ormeaux Est                        |
| H0C Non assigné                    | H1C Rivière-des-Prairies Nord-est  | H2C Ahuntsic Nord                     | H3C Griffintown (Incluant Île Notre-Dame & Île Sainte-Hélène) | H4C Saint-Henri                      | H5C Non assigné         | H7C Saint-Vincent-de-Paul | H8C Non assigné        | H9C L'Île-Bizard Est                                |
| H0E Non assigné                    | H1E Rivière-des-Prairies Sud-ouest | H2E Villeray Nord-est                 | H3E Île des Sœurs                                             | H4E Ville Émard                      | H5E Non assigné         | H7E Duvernay              | H8E Non assigné        | H9E L'Île-Bizard Ouest                              |
| H0G Non assigné                    | H1G Montréal-Nord Est              | H2G Petite-Patrie Nord-est            | H3G Centre-ville de Montréal Sud-est (Université Concordia)   | H4G Verdun Nord                      | H5G Non assigné         | H7G Pont-Viau             | H8G Non assigné        | H9G Dollard-Des- Ormeaux Sud-ouest                  |
| H0H Réservé (Père Noël)            | H1H Montréal-Nord Ouest            | H2H Plateau Mont-Royal Est            | H3H Centre-ville de Montréal Sud-ouest                        | H4H Verdun Sud                       | H5H Non assigné         | H7H Auteuil Ouest         | H8H Non assigné        | H9H Sainte-Geneviève Pierrefonds Centre             |
| H0J Non assigné                    | H1J Anjou Nord                     | H2J Plateau Mont-Royal Centre         | H3J Petite-Bourgogne                                          | H4J Cartierville Centre              | H5J Non assigné         | H7J Auteuil Nord-est      | H8J Non assigné        | H9J Kirkland Pierrefonds Centre                     |
| H0K Non assigné                    | H1K Anjou Sud                      | H2K Centre-Sud Nord                   | H3K Pointe Saint-Charles                                      | H4K Cartierville Sud-ouest           | H5K Non assigné         | H7K Auteuil Sud           | H8K Non assigné        | H9K Senneville                                      |
| H0L Non assigné                    | H1L Mercier-Est Sud                | H2L Centre-Sud Sud                    | H3L Ahuntsic Sud-ouest                                        | H4L Saint-Laurent Intérieur Nord-est | H5L Non assigné         | H7L Sainte-Rose           | H8L Non assigné        | H9L Non assigné                                     |
| H0M Région d'Akwesasne (Akwesasne) | H1M Mercier-Ouest Nord             | H2M Ahuntsic Est                      | H3M Cartierville Nord-est                                     | H4M Saint-Laurent Est                | H5M Non assigné         | H7M Vimont                | H8M Non assigné        | H9M Non assigné                                     |
| H0N Non assigné                    | H1N Mercier-Ouest Sud              | H2N Ahuntsic Sud-est                  | H3N Parc-Extension                                            | H4N Saint-Laurent Extérieur Nord-est | H5N Non assigné         | H7N Laval-des-Rapides     | H8N LaSalle Nord-ouest | H9N Non assigné                                     |
| H0P Non assigné                    | H1P Saint-Léonard Nord             | H2P Villeray Ouest                    | H3P Mont-Royal Nord                                           | H4P Mont-Royal Sud                   | H5P Non assigné         | H7P Fabreville            | H8P LaSalle Sud-est    | H9P Dorval Extérieur                                |
| H0R Non assigné                    | H1R Saint-Léonard Ouest            | H2R Villeray Sud-est                  | H3R Mont-Royal Centre                                         | H4R Saint-Laurent Centre             | H5R Non assigné         | H7R Laval-sur-le-Lac      | H8R Ville Saint-Pierre | H9R Pointe-Claire                                   |
| H0S Non assigné                    | H1S Saint-Léonard Sud-est          | H2S Petite-Patrie Sud-ouest           | H3S Côte-des-Neiges Nord                                      | H4S Saint-Laurent Sud-ouest          | H5S Non assigné         | H7S Chomedey Nord-est     | H8S Lachine Est        | H9S L'Île-Dorval Dorval Sud Pointe-Claire Sud       |
| H0T Non assigné                    | H1T Rosemont Nord                  | H2T Plateau Mont-Royal Ouest          | H3T Côte-des-Neiges Nord-est                                  | H4T Saint-Laurent Sud-est            | H5T Non assigné         | H7T Chomedey Nord-ouest   | H8T Lachine Ouest      | H9T Non assigné                                     |
| H0V Non assigné                    | H1V Maisonneuve                    | H2V Outremont                         | H3V Côte-des-Neiges Est                                       | H4V Côte-Saint-Luc Est               | H5V Non assigné         | H7V Chomedey Est          | H8V Non assigné        | H9V Non assigné                                     |
| H0W Non assigné                    | H1W Hochelaga                      | H2W Plateau Mont-Royal Sud Centre     | H3W Côte-des-Neiges Sud-ouest                                 | H4W Côte-Saint-Luc Ouest             | H5W Non assigné         | H7W Chomedey Sud          | H8W Non assigné        | H9W Beaconsfield                                    |
| H0X Non assigné                    | H1X Rosemont Centre                | H2X Plateau Mont-Royal Sud-est        | H3X Hampstead                                                 | H4X Montréal-Ouest                   | H5X Non assigné         | H7X Sainte-Dorothée       | H8X Non assigné        | H9X Sainte-Anne-de- Bellevue Baie-d'Urfé Senneville |
| H0Y Non assigné                    | H1Y Rosemont Sud                   | H2Y Vieux-Montréal                    | H3Y Westmount Nord                                            | H4Y Dorval Centre (YUL)              | H5Y Non assigné         | H7Y Îles-Laval            | H8Y Roxboro            | H9Y Non assigné                                     |
| H0Z Non assigné                    | H1Z Saint-Michel Ouest             | H2Z Centre-ville de Montréal Nord-est | H3Z Westmount Sud                                             | H4Z Tour de la Bourse                | H5Z Non assigné         | H7Z Non assigné           | H8Z Pierrefonds Nord   | H9Z Non assigné                                     |